# Большой Могильцевский переулок
Большо́й Моги́льцевский переу́лок — небольшая улица в центре Москвы в Хамовниках между Большим Лёвшинским и Плотниковым переулками.

## Происхождение названия
Большой и Малый Могильцевский переулки названы в 1922 году по названию местности Могильцы «небольшие холмы, кочки», «неровные, всхолмленные кочковатые урочища». Высказывалось предположение, что местность Могильцы (Могилицы) получила название по кладбищу при церкви. Но до эпидемии чумы 1771 года кладбища существовали практически при каждой приходской церкви. Поэтому данный признак вряд ли мог лечь в основу названия местности. Прежнее название переулков — Большой и Малый Успенские — было дано по церкви Успения Пресвятой Богородицы «что на Могильцах» (известна с 1560 года, перестроена в 1799—1806 годах; закрыта в 1932 году и частично разрушена). Рачинский ссылается на А.С Уварова, и возводит это название местности к наличию в этих местах курганов, которые «известны были в народе под названиями: паны, панки, пановы могилы, кочи, бугры, ямы, пупки, горы, горицы, могилицы, тоболки».

## Описание
Большой Могильцевский начинается от Большого Лёвшинского в непосредственной близости к Пречистенскому, проходит на запад, справа к нему примыкает Большой Власьевский переулок (здесь расположен Храм Успения Пресвятой Богородицы на Могильцах), затем поворачивает на север и переходит в Плотников переулок. Севернее и параллельно ему проходит Малый Могильцевский.

## Здания и сооружения
По нечётной стороне:
По чётной стороне:
- Дом 4—6 — детская музыкальная школа им. Людвига Ван Бетховена.